# Nieuwemolen (Moerdijk)
Nieuwemolen (Brabants : Nieuwemeule) is een buurtschap in de gemeente Moerdijk in de Nederlandse provincie Noord-Brabant. Het ligt in het westen van de gemeente, tussen Heijningen en Fijnaart. Vroeger heeft er een molen gestaan genaamd de Nieuwemolen. Maar die heeft tijdens de Tweede Wereldoorlog ernstige schade opgelopen, en werd in 1971 afgebroken.
Steden: Klundert · Willemstad · Zevenbergen

Dorpen: Fijnaart · Moerdijk · Heijningen · Helwijk · Langeweg · Noordhoek · Standdaarbuiten · Zevenbergschen Hoek 

Buurtschappen: Achterdijk · Barlaque · Bovensluis · Drie Hoefijzers · Driehoek · De Druif · Hoekske · Kade · Kreek · Kwartier · Lochtenburg · Nieuwemolen · Noordschans · Oranjeoord · Oudemolen · Pelikaan · Roodevaart · Stadse Dijk · Strooiendorp · Tonnekreek · Zevenhuizen · Zwingelspaan

Noord-Brabant: Steden en dorpen      Nederland: Provincies · Gemeenten